# Східний Сіньчжу
Район Східний Сіньчжу (кит.: 東區) — район в місті провінційного підпорядкування Республіки Китай Сіньчжу.

## Географія
Площа району Східний Сіньчжу на 10 вересня 2017 становила близько 33,5768 км².

## Населення
Населення району Східний Сіньчжу на 2010 становило близько 197 254 осіб. Густота населення становила 5874,7 осіб/км².